# Al guinzaglio di Eva
Al guinzaglio di Eva (Un fil à la patte) è un film del 1933 diretto da Charles Anton.

## Produzione
Il film fu prodotto da Fred Bacos.

## Distribuzione
Distribuito dalla Pathé Consortium Cinéma, il film uscì nelle sale francesi nel 1933.